# Munidion irritans
Munidion irritans là một loài chân đều trong họ Bopyridae. Loài này được Boone miêu tả khoa học năm 1927.